# Pilâtre (cratère)
Pilâtre est un cratère lunaire situé sur la face visible de la Lune. Il se trouve au sud-ouest du cratère Chappe et du cratère Hausen. Au nord-est se situe le cratère Pingré. Le cratère Pilâtre, situé sur le côté visible de la Lune, est sujet aux librations de celle-ci et apparaît et disparait selon l'oscillation de la Lune. Le cratère pilâtre a d'abord reçut le nom de « Hausen B » avant d'être dénommé Pilâtre.
En 1991, l'Union astronomique internationale a donné le nom de l'astronome français Jean-François Pilâtre de Rozier au cratère lunaire « Hausen B ».